# Cinevég
Cinevég a mai Mátészalka egyik városrésze, mely a Kossuth tértől a Kocsordi útig terjedő kb. két km hosszú szakaszt és annak környékét foglalja magába.

## Elnevezése
A Cinevég (Cine vég) név előtagja tulajdonnévi eredetű, valószínűleg első lakóinak családnevéről (Cine) kapta nevét, míg vég nevű második tagja az akkori Szalka település végére utal, annak szélső utcája, vége volt. A Cinevégen egykor az elmondások szerint éltek Cine családnevűek. Ezek egyik tagja: Czine György más helybéliekkel együtt részt vett a szabadságharcban is, és a budai vár ostrománál esett el.
A Cine vég elnevezésről, mint utcanévről 1740-ből van az első írásos adat, Czine-utcza néven. 1810-ben, 1883-ban Czine-vég, 1864-ben Czine útsza, 1895-ben Czinevég, Árvapascum, 1899-ben Szatmári utcza, 1904-ben Szatmár utca, 1938-ban Szatmár utca, 1974-ben Dózsa György ut, 1967-ben Dózsa György utca néven írták.
Az utca nevei a korai adatok szerint: Cine vég, Cine utca, az 1800-as évek végén Szatmár utca, majd Szatmári utca lett, mely onnan kapta nevét, hogy ezen át jártak Csengeren keresztül Szatmárra.
Mai neve Dózsa György utca, melyen 1946-tól nevezik az utcát.
A Cine vég elnevezést máig a Dózsa György utcára és annak környékére használják.

## Története
Ősi közlekedési út, melyen keresztül elérhető volt a középkorban az egykori Besenyő település, és a későbbiekben, 1975-ig erre vezetett az út a megye szatmári része és a román határ felé is. 
Mátészalka egyik legrégibb és leghosszabb utcája. A Fellegvár utcával együtt a régi Szalka (Zalka) magja. Valaha a kovácsok utcája volt. A 19. században még az utcának a vágóhídon túli részét Farkas-végnek nevezték, a hagyomány szerint azért, mert az utcából D-i irányban, a Lázi-dűlőbe továbbvezető Nyíres út, a Farkas-dombon át sűrű erdőbe torkollott, ahonnan erős tél idején a farkasok feljöttek a faluba.